# Festus Ezeli
Ifeanyi Festus Ezeli-Ndulue (Ciudad de Benín, 21 de octubre de 1989) es un exjugador de baloncesto nigeriano que disputó tres temporadas en la NBA. Con 2,11 metros de estatura, jugaba en la posición de pívot.

## Trayectoria deportiva

### Universidad
Jugó durante cuatro temporadas con los Commodores de la Universidad de Vanderbilt, en las que promedió 7,7 puntos, 4,5 rebotes y 1,7 tapones por partido. En 2011 fue incluido en el segundo mejor quinteto de la Southeastern Conference.

#### Estadísticas
| Año     | Equipo     | PJ       | PT       | MPP      | %TC      | %3P      | %TL      | RPP      | APP      | ROB      | TPP      | PPP      |
| ------- | ---------- | -------- | -------- | -------- | -------- | -------- | -------- | -------- | -------- | -------- | -------- | -------- |
| 2007–08 | Vanderbilt | Redshirt | Redshirt | Redshirt | Redshirt | Redshirt | Redshirt | Redshirt | Redshirt | Redshirt | Redshirt | Redshirt |
| 2008–09 | Vanderbilt | 29       | 6        | 12.4     | .547     | –        | .509     | 2.6      | .0       | .1       | .8       | 3.8      |
| 2009–10 | Vanderbilt | 32       | 5        | 12.7     | .544     | –        | .373     | 3.2      | .1       | .2       | 1.3      | 3.8      |
| 2010–11 | Vanderbilt | 34       | 34       | 23.5     | .588     | –        | .648     | 6.3      | .2       | .6       | 2.6      | 13.0     |
| 2011–12 | Vanderbilt | 26       | 22       | 23.2     | .539     | –        | .604     | 5.9      | .3       | .4       | 2.0      | 10.1     |
| Total   | Total      | 121      | 67       | 17.9     | .562     | –        | .584     | 4.5      | .1       | .3       | 1.7      | 7.7      |

### Profesional

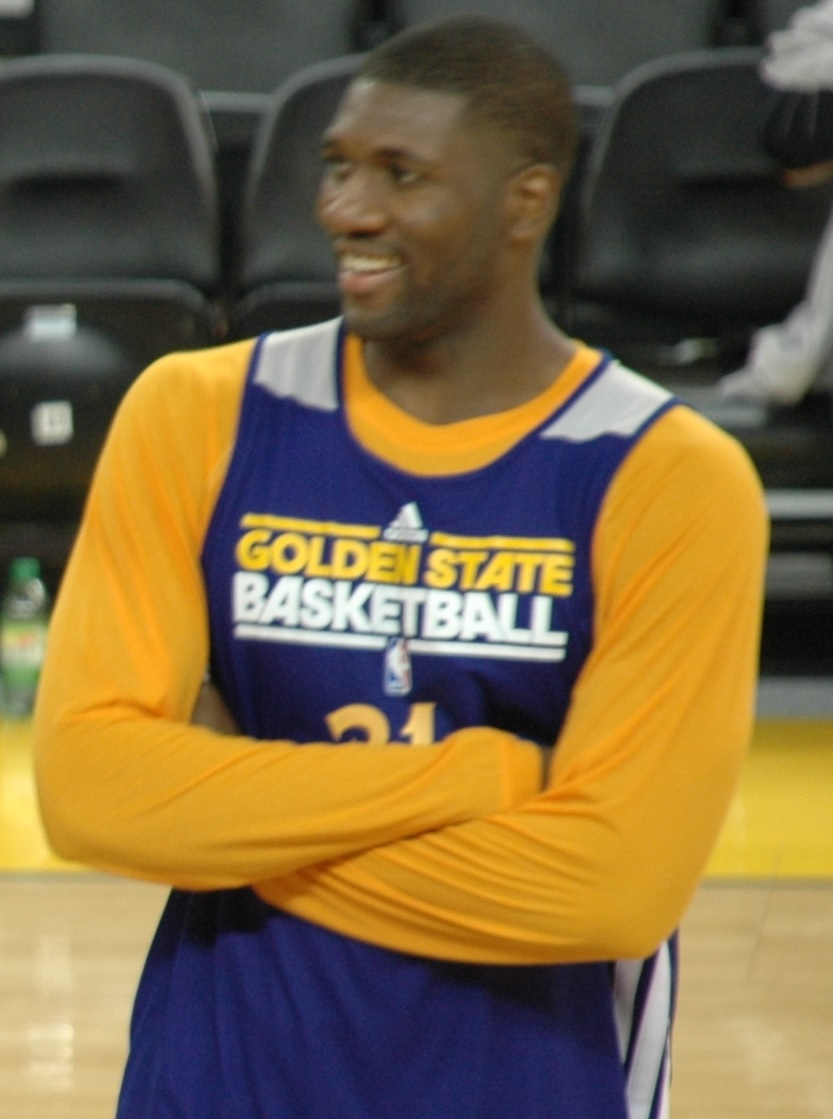
Ezeli con los Warriors en 2012.

Fue elegido en la trigésima posición del Draft de la NBA de 2012 por Golden State Warriors, equipo con el que debutó el 31 de octubre ante Phoenix Suns, consiguiendo 3 puntos y 5 rebotes.
En junio de 2013, se anunció que se perdería la temporada 2013-14 debido a una lesión en la rodilla derecha.
En junio de 2015, se proclama Campeón de la NBA al vencer en las Finales a Cleveland Cavaliers (4-2).
Tras cuatro años con los Warriors, con apenas 55 encuentros disputados, el 7 de julio de 2016 firma como agente libre por los Portland Trail Blazers. En septiembre de 2016, fue descartado por seis semanas tras someterse a una inyección en la rodilla izquierda. Tras varios procesos de recuperación, el 30 de junio de 2017, fue cortado por los Blazers sin llegar a debutar.
Tras casi cinco años sin actividad profesional, el 2 de marzo de 2021, consigue un contrato con los Westchester Knicks de la G League. Allí disputa dos encuentros.
El 17 de abril de 2021, firma por los Rivers Hoopers de Nigeria, para disputar la temporada inaugural de la Basketball Africa League (BAL). Sin embargo, antes de poder disputar un encuentro con el equipo, se lesionó y fue reemplazado por Robinson Opong.

## Estadísticas de su carrera en la NBA
|  | Denota temporada en la que ganó un Campeonato de la NBA |

### Temporada regular
| Año     | Equipo       | PJ  | PT | MPP  | %TC  | %3P  | %TL  | RPP | APP | ROB | TPP | PPP |
| ------- | ------------ | --- | -- | ---- | ---- | ---- | ---- | --- | --- | --- | --- | --- |
| 2012-13 | Golden State | 78  | 41 | 14.4 | .438 | .000 | .531 | 4.0 | .3  | .3  | .9  | 2.4 |
| 2014-15 | Golden State | 46  | 7  | 11.0 | .547 | .000 | .628 | 3.4 | .2  | .2  | .9  | 4.4 |
| 2015-16 | Golden State | 46  | 13 | 16.7 | .548 | .000 | .530 | 5.6 | .7  | .4  | 1.1 | 7.0 |
| Total   | Total        | 170 | 61 | 14.1 | .513 | .000 | .557 | 4.3 | .4  | .3  | 1.0 | 4.2 |

### Playoffs
| Año   | Equipo       | PJ | PT | MPP  | %TC  | %3P  | %TL  | RPP | APP | ROB | TPP | PPP |
| ----- | ------------ | -- | -- | ---- | ---- | ---- | ---- | --- | --- | --- | --- | --- |
| 2013  | Golden State | 12 | 3  | 11.2 | .462 | .000 | .571 | 2.5 | .2  | .3  | .6  | 2.0 |
| 2015  | Golden State | 20 | 0  | 9.2  | .540 | .000 | .552 | 3.1 | .3  | .1  | .5  | 3.5 |
| 2016  | Golden State | 23 | 1  | 8.8  | .536 | .000 | .432 | 2.7 | .3  | .0  | .3  | 4.0 |
| Total | Total        | 55 | 4  | 9.5  | .530 | .000 | .500 | 2.8 | .3  | .1  | .4  | 3.4 |